# Koenraad De Koninck
Koenraad 'Koen' De Coninck is een personage uit de Vlaamse ziekenhuisserie Spoed dat werd gespeeld door Herbert Bruynseels. Hij was een vast personage van 2000 tot 2002.

## Personage
Koen De Coninck wordt aan het begin van seizoen 2 aangesteld als vervanger van Luc Gijsbrecht, na diens schorsing. Wanneer deze later weer aan de slag gaat, blijft Koen als dokter en assistent-diensthoofd van de spoedafdeling in het AZ
Koen krijgt al snel een oogje op Anneke, de hartsvriendin van Babs. Ze ziet hem duidelijk zitten, maar twijfelt of ze na de recente dood van haar verloofde Dirk Velghe al wel klaar is voor een nieuwe relatie. Uiteindelijk worden de twee dan toch een koppel.
In seizoen 3 krijgt Koen een alarmerend bericht uit Benidorm: zijn moeder Betty is er in kritieke toestand opgenomen in het ziekenhuis. Bij zijn aankomst, kan hij zijn oren niet geloven als blijkt dat zijn moeder er al een hele tijd getrouwd is met Toon, een Belg die al jaren in Benidorm woont. Als hij te horen krijgt dat zijn moeder terminaal ziek is, en ze niet veel later overlijdt, is dit een zware klap voor hem.

### Vertrek (ziekenhuis)
Wanneer hij de kans krijgt om diensthoofd te worden in St. Elizabeth, grijpt hij die met beide handen. Koen wordt vervangen door dokter Kathy Pieters.

### Vertrek (serie)
Later krijgt zijn vriendin Anneke een aanbieding om in Tenerife te gaan werken en besluit het koppel om ginds te gaan wonen.

## Familie
- † Betty Bombeeck - Pauwels (moeder)
- Anneke Wiels (partner)
- Toon Bombeeck (stiefvader)